# The Beginner's Guide
The Beginner's Guide (укр. Підручник для початківця) — інтерактивне оповідання, створене Дейві Ріденом (англ. Davey Wreden) під ім'ям студії Everything Unlimited Ltd. Гру було випущено для Microsoft Windows, OS X і Linux 1 жовтня 2015 року.
Ще один незвичайний шедевр від Дейві Рідена, творця гри The Stanley Parable. Цього разу ми граємо роль самих себе, гравців, яким оповідач (Дейві власною персоною) пропонує зануритися у внутрішній світ свого друга, якого він називає Кода (англ. Coda). І зробимо ми це не інакше, як граючи в серію невеликих ігор, створених Кодою, і скомпільованих оповідачем в одну. Це життєва історія, сповнена трагедії і драми. Це крик душі й звинувачення; спроба повернути все на свої місця.
Дейві Ріден заявив, що гра є відкритою для інтерпретації. Гра отримала дуже схвальні рецензії у Steam.

## Ігровий процес
The Beginner's Guide — гра з видом від першої особи, що в свою чергу дозволяє гравцю пересуватися та вивчати навколишнє середовище, взаємодіяти з певними його елементами, подорожуючи інтерактивним оповіданням. Гравець почує подробиці різних сцен, які вони досліджуватимуть за допомогою Дейві Рідена, а також Дейві розповість, що знаходиться перед гравцем та зробить висновки щодо Коди. Подекуди зустрічаються місця де потрібно буде розв'язати головоломку, але персонаж гравця не може вмерти або програти помилившись. Після проходження гри, гравець може повернутись до будь-якого розділу та спробувати самотужки, без допомоги Дейві пройти їх.

## Оцінки і відгуки
Оглядач сайту mrpl.city Іван Синєпалов розташував гру на 3 місці у переліку найкращих ігор, які можна пройти за один вечір. Він стверджує, що «оповідь захоплює, розбурхує і змушує себе переосмислити незгірш од гарного артгаузного кіна».